# Santiago Severín
Santiago Severin Espina (1868-1920) fue un político chileno.

## Biografía
Nacido en Valparaíso el 19 de noviembre de 1868, fue bautizado en la Parroquia de Los Doce Apóstoles de esta ciudad.
Recibe su educación en el Seminario de Valparaíso y en el Colegio Inglés Mackay, cuya sede se encontraba entonces en el Cerro Alegre de Valparaíso.
Terminadas sus Humanidades, no obstante una clara atracción que sentía por el periodismo, decide trabajar con sus hermanos mayores y con su padre en la explotación de las salitreras, en la firma Severin y Compañía.
Disuelta ésta, trabajará en una sociedad con su hermana Ana María, en la que se dedica a los negocios bancarios, salitreros, agrícolas y comerciales, donde, gracias a sus capacidades y habilidad, logra acumular una importante fortuna.
Incursiona en política siendo elegido diputado, como candidato del Partido Nacional, por Valparaíso y Casablanca por el período 1912 - 1915.
Fue Consejero del Banco Nacional y de la Compañía Salitrera Antofagasta, Presidente hasta su fallecimiento de la Sociedad Protectora de la Infancia, e incursionó en la agricultura en su fundo "El Oliveto". 
Habiendo tenido conocimiento de que la Biblioteca Pública n.º 1 de Chile, la más importante del país después de la Biblioteca Nacional, fundada por Decreto Supremo n.º 47 de 27 de febrero de 1873, dictado por el presidente de la República don Federico Errázuriz Zañartu y su Ministro de Instrucción Pública don Abdón Cifuentes, tenía serios problemas para su funcionamiento, ya que habiendo desarrollado sus primeras actividades hasta 1911 en el viejo edificio de los Tribunales de Justicia,había sido trasladada a un incómodo y estrecho local en calle Edwards esquina de Independencia, el que tampoco ofrecía condiciones para su buen funcionamiento, se interesa seriamente por el problema, y existiendo a pocas cuadras un terreno fiscal, en el cual había funcionado hasta 1912 la 2ª Comisaría de la Policía Municipal, obtiene la cesión de éste a la Municipalidad de Valparaíso, aportando los recursos económicos necesarios para que en él se construyera el edificio, que desde 1919, alberga a la Biblioteca que hoy lleva su nombre. 
A la edad de 51 años, el 17 de marzo de 1920, fallece según consta en Certificado de Defunción, otorgado por el Registro Civil, Circunscripción El Almendral, Valparaíso, siendo sus restos enterrados en la tumba de la familia Espina y Ramos, en el Cementerio n.º1 de Valparaíso.
Por testamento otorgado el 10 de marzo de 1920, ante el Notario Público de Valparaíso don Arturo Bascuñán Cruz, dejó, entre otros legados, a la ciudad de Valparaíso, el edificio destinado a ser Biblioteca Pública que hoy lleva su nombre, y que se encuentra ubicado frente a la Plaza Simón Bolívar, entre las calles Molina, Edwards y Avenida Brasil de Valparaíso.
Para una bibliografía completa sobre la vida y obra de Santiago Severin, se puede consultar: SEVERIN FUSTER, Gonzalo (2021): "Santiago Severin Espina (1868-1920): Benefactor de la Biblioteca Pública de Valparaíso" en Moreno Jeria, Rodrigo (edit) La biblioteca pública de Valparaíso Santiago Severin y Roberto Hernández. Homenaje a los 100 años del Edificio (Ediciones Biblioteca Nacional de Chile, 2021), pp. 27-66, 2021